# Portret van Albert Verwey
Portret van Albert Verwey is een schilderij van de Nederlandse kunstschilder Jan Veth, geschilderd in 1885, olieverf op doek, 112 x 80 centimeter groot. Het portret van Albert Verwey is te zien in de zaal met negentiende-eeuwse kunst van het Rijksmuseum te Amsterdam.

## Context
Veth had nauwe contacten met de kringen van de Tachtigers, waarbinnen de jonge dichter en zoon van een meubelmaker een toonaangevende figuur was. De Tachtigers propageerden in de jaren 1880 vernieuwende en voor die tijd controversiële opvattingen over kunst en literatuur, stoelend op het l'art pour l'art-principe. Ze zetten zich daarmee nadrukkelijk af tegen de oude garde in de Nederlandse literatuur, die als zielloos, moralistisch en ingedut werd afgedaan. Spreekbuis van de Tachtigers was het tijdschrift De Nieuwe Gids, opgericht in 1885, hetzelfde jaar waarin Veth het hier besproken portret van Verwey schilderde. Veth was op dat moment net eenentwintig jaar oud, Verwey was amper twintig.

## Afbeelding
Veth schildert Verwey in een enigszins sjofel grijs-groen pak dat qua kleurstelling overloopt in de egaal-donkere achtergrond. Als in al zijn portretten streefde hij een natuurgetrouwe weergave na, waarbij de eenvoudige afkomst van zijn model niet wordt verloochend. Het haar van de jonge dichter is wat warrig en zeker niet extra gekamd voor de portretteersessie. Met zijn rechterhand nonchalant en losjes in zijn broekzak kijkt hij de toeschouwer eigenzinnig en gedecideerd in de ogen. Er is nauwelijks sprake van enige bewuste stilering. Stijltechnisch is de invloed van het naturalisme herkenbaar.
De Tachtigers huldigden het standpunt dat er een sterke overeenkomst bestond tussen de literatuur en de schilderkunst. Verwey schreef hierover: "wat wij beweren, dat de dichter doen moet met woorden: zuiver voelen en nauwkeurig uitdrukken; dat moet de schilder doen met verf". Sensitiviteit en het overbrengen van een doorvoelde stemming was het streven. Veth getuigt hiervan in het hier besproken portret, waarin hij zowel Verweys eenvoudige achtergrond als zijn rebellie heeft gevangen. Op grond daarvan wordt het werk daarom door sommigen wel gezien als dé verbeelding van de Beweging van Tachtig.

## Ontvangst
In 1885 exposeerde Veth zijn portret van Albert Verwey op de Tentoonstelling van Levende Meesters bij Arti et Amicitiae in Amsterdam en oogstte daar veel succes. Het schilderij werd in de pers lovend besproken en dat leverde zowel Veth als Verwey veel publiciteit op. Toch toonde met name Veth zich niet tevreden met alle aandacht, integendeel. "Wat kletsen die lui in de krant toch!", schreef hij aan Verwey, "Zulke lui blameeren je door je werk mooi te vinden". Ook in de zojuist opgerichte Nieuwe Gids veegde hij onder het pseudoniem Samuel de vloer aan met de dagbladkritieken: "koffiepraatjes", "onleesbare vertoogen", "stokpaardjes die allemaal uit de oude doos zijn". Was er maar, voor mensen met belangstelling voor eigentijdse kunst, een onafhankelijk tijdschrift, dat "vecht […] voor zuiver artistieke beginselen, zonder ontzag voor machthebbenden". Aan Verwey liet hij weten dat hij niet alleen voor zichzelf sprak, maar dat ook andere schilders genoeg hadden van het "kritiekgebeuzel" en net als hij op waren zoek naar een tijdschrift voor serieuze kunstkritieken. Het typeert de controversiële en rebelse houding die de Tachtigers zich toentertijd hadden aangemeten.